# Coppa del Mondo juniores di slittino 2002
La Coppa del Mondo juniores di slittino 2001/02, nona edizione della manifestazione organizzata dalla Federazione Internazionale Slittino, è iniziata l'8 dicembre 2001 a Oberhof, in Germania, e si è conclusa il 27 gennaio 2002 a Schönau am Königssee, sempre in Germania. Si sono disputate dodici gare: quattro nel singolo uomini, nel singolo donne e nel doppio in quattro differenti località.
L'appuntamento clou della stagione sono stati i campionati mondiali juniores 2002 disputatisi sulla pista olimpica di Igls, in Austria, competizione non valida ai fini della Coppa del Mondo.

## Risultati

### Singolo uomini
| Data               | Località             | Nazione  | Primo classificato       | Secondo classificato    | Terzo classificato       |
| ------------------ | -------------------- | -------- | ------------------------ | ----------------------- | ------------------------ |
| 8-9 dicembre 2001  | Oberhof              | Germania | Andi Langenhan Germania  | Nico Oetzel Germania    | Patrick Schürer Germania |
| 15 dicembre 2001   | Winterberg           | Germania | Patrick Schürer Germania | Ian Cockerline Canada   | Andi Langenhan Germania  |
| 19-20 gennaio 2002 | Altenberg            | Germania | Patrick Schürer Germania | Nico Oetzel Germania    | Andi Langenhan Germania  |
| 26 gennaio 2002    | Schönau am Königssee | Germania | Nico Oetzel Germania     | Andi Langenhan Germania | Denis Bertz Germania     |

### Singolo donne
| Data               | Località             | Nazione  | Prima classificata      | Seconda classificata        | Terza classificata       |
| ------------------ | -------------------- | -------- | ----------------------- | --------------------------- | ------------------------ |
| 8-9 dicembre 2001  | Oberhof              | Germania | Anja Eberhardt Germania | Nicole Oliveira Stati Uniti | Corinna Martini Germania |
| 16 dicembre 2001   | Winterberg           | Germania | Tatjana Hüfner Germania | Anja Eberhardt Germania     | Maria Feichter Italia    |
| 19-20 gennaio 2002 | Altenberg            | Germania | Tatjana Hüfner Germania | Corinna Martini Germania    | Anja Eberhardt Germania  |
| 27 gennaio 2002    | Schönau am Königssee | Germania | Anja Eberhardt Germania | Corinna Martini Germania    | Sabine Kurth Germania    |

### Doppio
| Data               | Località             | Nazione  | Primi classificati                  | Secondi classificati                     | Terzi classificati                       |
| ------------------ | -------------------- | -------- | ----------------------------------- | ---------------------------------------- | ---------------------------------------- |
| 8-9 dicembre 2001  | Oberhof              | Germania | Yukio Griffall Dan Joye Stati Uniti | Marcel Lorenz Christian Baude Germania   | Franz König Christian Kontny Germania    |
| 16 dicembre 2001   | Winterberg           | Germania | Yukio Griffall Dan Joye Stati Uniti | Christian Pfalz Patrick Günther Germania | Marcel Lorenz Christian Baude Germania   |
| 19-20 gennaio 2002 | Altenberg            | Germania | Yukio Griffall Dan Joye Stati Uniti | Marcel Lorenz Christian Baude Germania   | Christian Pfalz Patrick Günther Germania |
| 27 gennaio 2002    | Schönau am Königssee | Germania | Yukio Griffall Dan Joye Stati Uniti | Christian Pfalz Patrick Günther Germania | Franz König Christian Kontny Germania    |

## Classifiche

### Singolo uomini
| Pos. | Nome             | Nazione  | OBE | WIN | ALT | KÖN | Totale |
| ---- | ---------------- | -------- | --- | --- | --- | --- | ------ |
| 1    | Patrick Schürer  | Germania | 3   | 1   | 1   | 4   | 330    |
| 2    | Nico Oetzel      | Germania | 2   | 5   | 3   | 1   | 310    |
| 3    | Andi Langenhan   | Germania | 1   | 3   | 8   | 2   | 297    |
| 4    | Denis Bertz      | Germania | 6   | 6   | 2   | 3   | 255    |
| 5    | Patrick Dietzsch | Germania | 4   | 4   | 6   | 5   | 225    |

### Singolo donne
| Pos. | Nome            | Nazione     | OBE | WIN | ALT | KÖN | Totale |
| ---- | --------------- | ----------- | --- | --- | --- | --- | ------ |
| 1    | Anja Eberhardt  | Germania    | 1   | 3   | 2   | 1   | 355    |
| 2    | Tatjana Hüfner  | Germania    | 5   | 1   | 1   | 4   | 315    |
| 3    | Corinna Martini | Germania    | 3   | 10  | 2   | 2   | 276    |
| 4    | Sabine Kurth    | Germania    | 4   | 6   | 4   | 3   | 240    |
| 5    | Nicole Oliveira | Stati Uniti | 2   | 7   | 16  | 6   | 206    |

### Doppio
| Pos. | Nome                            | Nazione     | OBE | WIN | ALT | KÖN | Totale |
| ---- | ------------------------------- | ----------- | --- | --- | --- | --- | ------ |
| 1    | Yukio Griffall Dan Joye         | Stati Uniti | 1   | 1   | 1   | 1   | 400    |
| 2    | Marcel Lorenz Christian Baude   | Germania    | 2   | 3   | 2   | 4   | 300    |
| 2    | Christian Pfalz Patrick Günther | Germania    | 4   | 2   | 3   | 2   | 300    |
| 4    | Franz König Christian Kontny    | Germania    | 3   | 4   | 4   | 3   | 277    |
| 5    | Peter Penz Georg Fischler       | Austria     | 6   | 5   | 5   | 7   | 250    |